# Shanna Reed
Shanna Reed (* 30. Oktober 1956 in Kansas City, Kansas als Shanna Herron) ist eine ehemalige US-amerikanische Schauspielerin und Tänzerin, die hauptsächlich durch ihre Hauptrolle in Major Dad (1989–1993) bekannt wurde. In ihrer zwanzigjährigen Schauspielkarriere war sie an insgesamt 44 verschiedenen Fernsehserien und -filmen beteiligt.

## Leben und Karriere
Shanna Reed wurde im Oktober 1956 in Kansas City in Kansas geboren. Sie hat fünf Geschwister. Ihr Vater Carl Herron, ein Ingenieur, starb bei einem Autounfall, als sie sieben Jahre alt war. Ein Jahr später heiratete ihre Mutter Mary Lou den Ex-Marinesoldaten Tom Reed, mit dem die Familie nach Phoenix zog. Sie arbeitete zunächst als Tänzerin in Las Vegas, ehe sie eine kurze Zeit lang in New York am Broadway auftrat.
Ihre Schauspielkarriere begann sie Anfang der 1980er Jahre in einer wiederkehrenden Rolle als Terry Decker in der Seifenoper Texas. Neben ihren zahlreichen Gastrollen, wie in Ein Duke kommt selten allein (1983), T.J. Hooker, Fantasy Island, Knight Rider (alle drei 1984), Hotel (1985), Magnum, Throb und Cheers (alle drei 1988), hatte sie 1986 und 1987 als Adrienne Cassidy in Die Colbys – Das Imperium erneut eine wiederkehrende Nebenrolle inne. Für diese Rolle wurde sie von der Programmzeitschrift Soap Opera Digest für den Soap Opera Digest Award als Beste Nebendarstellerin in einer Primetime-Serie nominiert. Ihre erste Serienhauptrolle spielte Reed von 1989 bis 1993 in der CBS-Sitcom Major Dad. Sie übernahm in allen produzierten Episoden der Serie die Rolle der Polly Cooper McGillis, der Ehefrau von Major John D. McGillis (Gerald McRaney).
Während und nach dieser Serie war sie vermehrt in Hauptrollen in Fernsehfilmen zu sehen. So war sie neben Melissa Gilbert in Der Babymacher, neben Pierce Brosnan und Terry O’Quinn im Thriller Killing Stranger (beide 1994), neben Kate Vernon in Mörderische Gier (1995) und neben Sarah Chalke in Terror an der Schule (1996) zu sehen. Zu ihren letzten Rollen gehören 1998 und 1999 Gastauftritte in den beiden Serien Beverly Hills, 90210 und Ein Wink des Himmels sowie eine Hauptrolle im Thriller Night Call – Die Stimme des Todes.
Shanna Reed war von 1986 bis zu seinem Tod 2022 mit dem Fernsehregisseur Terrence O’Hara verheiratet und hat mit ihm einen Sohn (* 1992).

## Filmografie (Auswahl)
- 1980–1981: Texas (Seifenoper)
- 1983: Ein Duke kommt selten allein (The Dukes of Hazzard, Fernsehserie, Episode 6x01)
- 1983: Newhart (Fernsehserie, Episode 2x09)
- 1983–1984: For Love and Honor (Fernsehserie, 12 Episoden)
- 1984: Der Ninja-Meister (The Master, Fernsehserie, Episode 1x02)
- 1984: T.J. Hooker (Fernsehserie, Episode 3x16)
- 1984: Fantasy Island (Fernsehserie, Episode 7x18)
- 1984: Knight Rider (Fernsehserie, Episode 2x23)
- 1984: Simon & Simon (Fernsehserie, Episode 4x04)
- 1984: Mike Hammer (Mickey Spillane’s Mike Hammer, Fernsehserie, Episode 2x05)
- 1985: Hotel (Fernsehserie, Episode 2x14)
- 1985: Ein Fall für Braker (Braker, Fernsehfilm)
- 1985: Spiegel (Mirrors, Fernsehfilm)
- 1986–1987: Die Colbys – Das Imperium (Dynasty II – The Colbys, Fernsehserie, 14 Episoden)
- 1988: Magnum (Fernsehserie, Episode 8x09)
- 1988: Throb (Fernsehserie, Episode 2x14)
- 1988: Houston Knights – Die glorreichen Zwei (Houston Knights, Fernsehserie, Episode 2x16)
- 1988: Heartbeat – Herzschlag des Lebens (Heartbeat, Fernsehserie, 3 Episoden)
- 1988: Touchdown (1st & Ten, Fernsehserie, Episode 5x01)
- 1988: Cheers (Fernsehserie, Episode 7x02)
- 1989: The Banker
- 1989–1993: Major Dad (Fernsehserie, 96 Episoden)
- 1990: Zeit der Glückseligkeit (Coins in the Fountain, Fernsehfilm)
- 1993: The Trouble with Larry (Fernsehserie, 7 Episoden)
- 1993: Sexuell belästigt (Moment of Truth: Stalking Back, Fernsehfilm)
- 1994: Der Babymacher (Seeds of Deception, Fernsehfilm)
- 1994: Killing Stranger (Don’t Talk to Strangers, Fernsehfilm)
- 1995: Mörderische Gier (The Sister-in-Law, Fernsehfilm)
- 1995: Haus der Schatten (Remember Me, Fernsehfilm)
- 1996: Rattled – Angriff der Klapperschlangen (Rattled, Fernsehfilm)
- 1996: Ein Hauch von Himmel (Touched by an Angel, Fernsehserie, Episode 2x24)
- 1996: Terror an der Schule (Stand Against Fear, Fernsehfilm)
- 1996: Welcome to Planet Earth (Alien Avengers, Fernsehfilm)
- 1998: Beverly Hills, 90210 (Fernsehserie, Episode 8x26)
- 1998: Night Call – Die Stimme des Todes (The Night Call)
- 1999: Ein Wink des Himmels (Promised Land, Fernsehserie, Episode 3x15)